# Universidad Interamericana de Costa Rica
La Universidad Interamericana de Costa Rica fue una institución de carácter privado creada en 1986. Desde el año 2000 pasó a formar parte de la red Laureate International Universities. 
A partir de marzo del 2010 paso a llamarse Universidad Latina Campus Heredia.
Tiene sede en el país vecino de Panamá y está acreditada por el CONESUP y reconocida como una de las universidades más prestigiosas de Costa Rica.
La Universidad Interamericana responde a la realidad país, reconociendo que el mejor camino para aumentar la fuerza laboral capacitada es la educación. Fundamentando que cualquier joven debe tener la oportunidad de cursar estudios superiores, independiente de su origen socioeconómico y su recorrido escolar y también, que los actuales trabajadores tengan la posibilidad de acceder a educación superior y/o perfeccionamiento profesional.

## Misión
Formar y actualizar profesionales a través de la educación superior, con espíritu crítico y emprendedor; capaces de aprovechar la tecnología, de comprender su entorno, la diversidad cultural y de respetar los valores universales de la humanidad.

## Visión
Formaremos y mejoraremos continuamente profesionales competitivos, sensibles a su entorno y con espíritu emprendedor.

## Nuestro Credo
Creemos que nuestra primera responsabilidad es con Costa Rica y la sociedad, a la que le daremos profesionales que rompan las barreras de lo tradicional, quienes cuenten con una filosofía empresarial y que generen nuevas formas de desarrollo humano. 
Creemos en el compromiso que tenemos con nuestros estudiantes como futuros profesionales del país, a quienes formaremos de manera integral velando por su desarrollo moral, social, profesional y personal, desarrollando sus mentes para enfrentar los retos de la vida como empresarios, profesionales y ciudadanos ejemplares. 
Creemos en la responsabilidad que tenemos con nuestros profesores, a los cuales brindaremos el ambiente propicio, la capacitación y las herramientas necesarias, para compartir sus experiencias y conocimientos con los futuros profesionales. 
Creemos en la responsabilidad que tenemos para los que trabajan con nosotros, quienes deben tener un sentimiento de seguridad en el trabajo, ser respetados, motivados y capacitados adecuadamente, para que adquieran un sentido de pertenencia y así se esforzaran para crear una organización productiva, donde cada uno encuentre la mejor forma de expresar su talento, poner en práctica su capacidad y lograr su realización personal. 
Creemos que nuestra labor debe ser productiva y rentable, para que los beneficios se traduzcan en crecimiento y desarrollo de la Universidad y que este desarrollo contribuya a potenciar la calidad. 
Creemos en la necesidad de saber que cada día podemos ser mejores y velaremos para que el saber no sea sólo un privilegio; sino un compromiso de la Universidad con nuestra sociedad. 
Creemos que con la ayuda de la gracia de Dios, desempeñaremos estas obligaciones lo mejor que podamos.

## Historia y antecedentes
- 1986: Inicia actividad con 28 estudiantes de Maestría en Administración de Negocios.
- 1990: Bachillerato en Administración
- 1991: Licenciatura en Administración
- 1993: Comenzó programa de MBA para Gerentes
- 1994: Inicia el Bachillerato para Gerentes, Bachillerato en Educación Especial y se inicia la Universidad Interamericana de Panamá
- 1995: El CONESUP autoriza apertura de la carrera de Relaciones Públicas.
- 1996: Se inician los programas de Ingenierías
- - Industrial y de Sistemas
- - Electrónica y Comunicaciones
- - Mecánica y Administración
- - Sistemas de Informática
- 1997: Se traslada la Universidad a su nuevo Campus en Heredia.
- 1998: Maestría Administración Recursos Informáticos
- Maestría en Hotelería
- Administración Empresas Hoteleras
- Inicia la Universidad Virtual en alianza con el ITESM
- 1999: Maestría Ingeniería Industrial
- Maestría Contaduría Pública
- Maestría en Docencia
- Bachillerato Enseñanza Español como Segunda Lengua
- Se inicia la representación de Le Cordon Bleu, de París
- 2000: Licenciatura Contaduría Pública
- Licenciatura Ingeniería Civil
- Licenciatura Ingeniería Industrial
- Licenciatura Ingeniería Mecánica
- 2001: SINAES, acredita a la carrera de Administración de Negocios
- 2002: Maestría Educación con Énfasis Pensamiento Crítico
- Maestría en Derecho
- Maestría en Humanidades
- Licenciatura Educación Especial Énfasis Terapia de Lenguaje
- 2003: Maestría en Comunicación
- Maestría en Educación Especial Retos Múltiples
- Bachillerato Arquitectura y Urbanismo
- Bachillerato Ciencias de la Educación Preescolar
- Bachillerato Ingeniería Electromecánica
- 2004: Especialización Derecho Notarial y Registral
- Licenciatura Educación énfasis Informática Educativa
- Bachillerato Ciencias de la Educación I y II Ciclo
- 2005: SINAES aprueba acreditación a la carrera de Relaciones Públicas
- Inicia Sede Torre Mercedes (piso 11)
- Maestría Profesional Gerencia de Proyectos
- Maestría Profesional Logística Empresarial
- Maestría en Redes y Telemática
- Licenciatura Sistemas de Información
- Implementación de Sistema Campus Virtual
- 2006: Maestría Profesional en Gestión Ambiental
- Licenciatura Arquitectura y Urbanismo
- Licenciatura Ingeniería Electrónica
- Licenciatura Ingeniería Electromecánica
- Bachillerato Psicología
- Implementación de Sistema de Información Académico SÓCRATES
- 2007: Se amplían instalaciones Torre Mercedes (piso 2)
- Especialización Métodos Alternativos Resolución de Conflictos

Bachillerato Derecho 
- 2008: SINAES, reacredita la carrera de Administración de Negocios
- Inicia Laboratorio de Cisco en Torre Mercedes Bachillerato Periodismo
- 2009: SINAES, acredita las carreras de Bachillerato Ingeniería en Sistemas, Bachillerato en Ingeniería Civil y la *Licenciatura en Ingeniería Civil
- 2010: La Universidad Interamericana se fusiona con la Universidad Latina, ambas instituciones parte de la Red Laureate, para formar la nueva Universidad Latina.
- 2011: Bachillerato en Gastronomía
- 2012: Sommelier Profesional

## Organización Académica
- Escuela de Administración de Negocios

- Escuela de Educación

- Escuela de Comunicación (Publicidad)

- Escuela de Comunicación (Relaciones Públicas)

- Escuela de Ingeniería

- Escuela de Ingeniería en Sistemas

- Escuela de Arquitectura

- Escuela de Hotelería

- Escuela de Psicología

## Campus Universitario

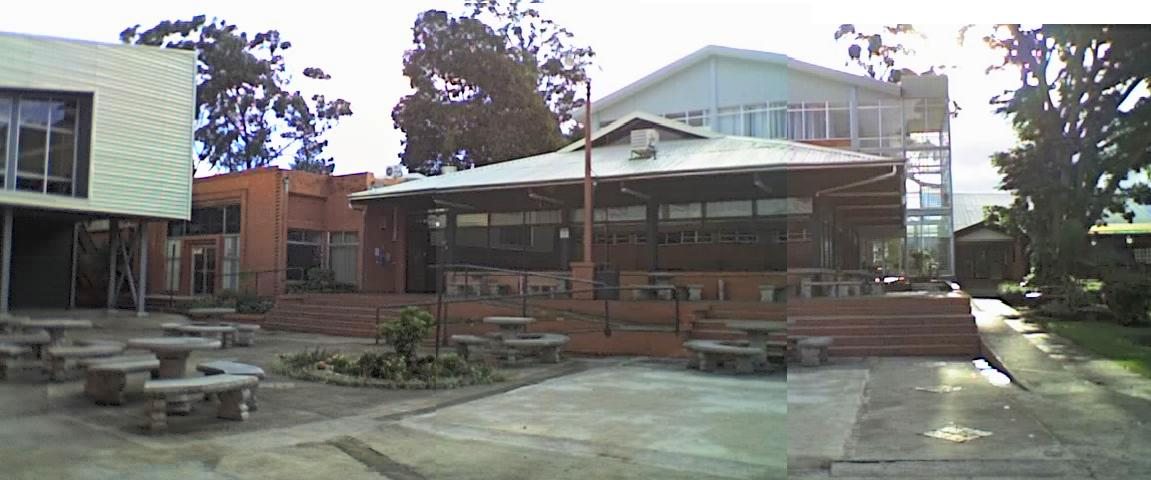
Vista del Campus (2007), en la imagen se aprecian el edificio del CRAI y el edificio de la Biblioteca al fondo.

La Universidad Interamericana fue de las primeras universidades de carácter privado en Costa Rica en poseer un campus. El área total del campus es de
Actualmente se encuentra en construcción el nuevo edificio de laboratorios, localizado contiguo a la cancha de fútbol.

En el contexto inmediato del campus existen empresas productoras de bienes y servicios, bancos, centros comerciales, sitios de entretenimiento y diversión, y deben adicionarse otros centros de educación superior. Asimismo, está rodeado de una amplia zona residencial.

Distribución de edificaciones.

## Sedes
La universidad cuenta con la sede principal en Heredia y una segunda sede en San José dedicada exclusivamente a posgrados.
- Campus Universitario en Heredia

- Sede Torre Mercedes, Avenida Segunda, San José (Postgrados)

## Admisión
Son admitidos los estudiantes que dispongan del Título de Bachiller en Educación Media otorgado por el Ministerio de Educación Pública o su equivalente debidamente autenticado

## Rectores de la Universidad
Óscar Fonseca Zamora, trabajó como rector de la Universidad hasta junio de 2007, pero dejó el puesto por problemas de salud.